# Lasianthus chrysotrichus
Lasianthus chrysotrichus är en måreväxtart som beskrevs av Carl Karl Adolf Georg Lauterbach. Lasianthus chrysotrichus ingår i släktet Lasianthus och familjen måreväxter.
Artens utbredningsområde är Papua Nya Guinea. Inga underarter finns listade i Catalogue of Life.